# Wistow (North Yorkshire)
Wistow – wieś w Anglii, w hrabstwie North Yorkshire, w dystrykcie (unitary authority) North Yorkshire. Leży 17 km na południe od miasta York i 265 km na północ od Londynu.